# 後藤寿庵 (漫画家)
後藤 寿庵（ごとう じゅあん、1964年6月21日 - ）は、日本の漫画家。岩手県立水沢高等学校、東京電機大学卒業。

## 概要
1964年、岩手県水沢市（現奥州市）に生まれる。ペンネームの由来はキリシタン領主であった後藤寿庵。寄付の宛先は後藤謙治（ごとう けんじ）になっている。
大学進学を機に上京。同人誌『楽書館』（主催：水野流転）や『BOOM』（主催：赤司俊雄）に参加する。
1985年、『漫画ブリッコ』（白夜書房）掲載の「宇宙刑事アホー」でデビュー。この作品は、「宇宙刑事漫画」というテーマで同誌が募集した読者投稿作品であり、誌面1pに対し原稿2枚を掲載するものとなっている。これ以前に商業誌に掲載された作品として、漫画評論誌『ぱふ』の読者参加企画に投稿された「まるぱの洋子ちゃん」がある（実際には、編集部から依頼を受け、一度だけサクラとして執筆している）。なお、「まるぱの洋子ちゃん」は『日ペンの美子ちゃん』パロディで、当時ぱふ編集部員であった南田洋（藤島康介）が執筆していた4コマ漫画である。
過去に、シーランド公国の男爵位を所持していた。

## 単行本
- ヤニー外伝 （1988年 大陸書房）
- マイルド寿庵 （1988年 笠倉出版社）
- 刑事達の挽歌 天の巻・地の巻 （1991年 久保書店）
- そんな御無題な!! （1992年 久保書店）
- アリシア・Y （1994年 茜新社）- マンガ図書館Z版、Amazon Kindle版には下記外伝も併録されている
  - アリシア・Y外伝 ロバート・ゴトラムの研究 （『クトゥルー神話ダークナビゲーション』[4]収録）
- シャーリィ・ホームズ （1994年 富士美出版）※成人向け漫画
- 童貞白書（2008年 三和出版）※成人向け漫画
- 童貞解禁!!（2009年 三和出版）※成人向け漫画
- 少年帝国（2010年 三和出版）※成人向け漫画 - 同人誌で発表した全9話+新作1話で商業単行本して再編集したもの
- 童貞(印)（2010年 三和出版）※成人向け漫画
- 正しい性教育。（2011年 三和出版）※成人向け漫画
- 童貞専科（2013年 三和出版）※成人向け漫画
- 星の王女様 （2013年 Amazon Kindle個人出版）※成人向け漫画 
キャンディタイム海賊版に連載されていた作品だが、単行本化はされていなかった。2013年4月にAmazon Kindleから電子書籍版が本人名義で個人出版されている。
- おねショタ（2013年 三和出版）※成人向け漫画
- 童貞ジャンキー（2014年 三和出版）※成人向け漫画
- 全裸淫交宣言！！（2016年 三和出版）※成人向け漫画
- 筆おろしハーレム大乱交（2021年 三和出版）※成人向け漫画

### 短編
- さらばスケバン刑事 愛の戦士達 - 「別冊COMIC BOX 2 セーラー服少女伝説」（1987年、ふゅーじょんぷろだくと）に収録。
- スケバン刑事IIIかぁ? - 同上（ただし、目次では「スケバン刑事かぁ?」と表記されている）。

## 同人誌
- 他殺志願（猟奇描写あり）
- 卒業斬首式（同上）
- 民主帝国シリーズ
- Childhood's Endヨウネンキノオワリ

## その他の仕事
- 超英雄伝説ダイナスティックヒーロー　オープニングアニメーション原画[5]